# Grande Prêmio da França de 1965
Resultados do Grande Prêmio da França de Fórmula 1 realizado em Charade à 27 de junho de 1965. Quarta etapa da temporada, foi vencida pelo britânico Jim Clark.

## Classificação da prova
| Pos. | Nº | Piloto          | Construtor     | Voltas | Tempo/Diferença        | Grid | Pontos |
| ---- | -- | --------------- | -------------- | ------ | ---------------------- | ---- | ------ |
| 1    | 6  | Jim Clark       | Lotus-Climax   | 40     | 2:14:38.4              | 1    | 9      |
| 2    | 12 | Jackie Stewart  | BRM            | 40     | + 26.3                 | 2    | 6      |
| 3    | 2  | John Surtees    | Ferrari        | 40     | + 2:33.5               | 4    | 4      |
| 4    | 16 | Denny Hulme     | Brabham-Climax | 40     | + 2:53.1               | 6    | 3      |
| 5    | 10 | Graham Hill     | BRM            | 39     | + 1 volta              | 13   | 2      |
| 6    | 36 | Jo Siffert      | Brabham-BRM    | 39     | + 1 volta              | 14   | 1      |
| 7    | 8  | Mike Spence     | Lotus-Climax   | 39     | + 1 volta              | 10   |        |
| 8    | 4  | Lorenzo Bandini | Ferrari        | 36     | Acidente               | 3    |        |
| 9    | 30 | Bob Anderson    | Brabham-Climax | 34     | Sistema de combustível | 15   |        |
| Ret  | 18 | Bruce McLaren   | Cooper-Climax  | 23     | Suspensão              | 9    |        |
| Ret  | 34 | Jo Bonnier      | Brabham-Climax | 21     | Alternador             | 11   |        |
| Ret  | 24 | Chris Amon      | Lotus-BRM      | 20     | Sistema de combustível | 8    |        |
| Ret  | 22 | Innes Ireland   | Lotus-BRM      | 18     | Câmbio                 | 17   |        |
| Ret  | 14 | Dan Gurney      | Brabham-Climax | 16     | Motor                  | 5    |        |
| Ret  | 26 | Richie Ginther  | Honda          | 9      | Ignição                | 7    |        |
| Ret  | 28 | Ronnie Bucknum  | Honda          | 4      | Ignição                | 16   |        |
| Ret  | 20 | Jochen Rindt    | Cooper-Climax  | 3      | Acidente               | 12   |        |

## Tabela do campeonato após a corrida
|  | Pos. | Piloto         | Pontos |
|  | ---- | -------------- | ------ |
|  | 1    | Jim Clark      | 27     |
|  | 2    | Graham Hill    | 17     |
|  | 3    | Jackie Stewart | 17     |
|  | 4    | John Surtees   | 13     |
|  | 5    | Bruce McLaren  | 8      |

|   | Pos. | Construtor     | Pontos |
| - | ---- | -------------- | ------ |
| 1 | 1    | Lotus-Climax   | 27     |
| 1 | 2    | BRM            | 25     |
|   | 3    | Ferrari        | 16     |
|   | 4    | Cooper-Climax  | 8      |
|   | 5    | Brabham-Climax | 6      |

- Nota: Somente as primeiras cinco posições estão listadas. Apenas os seis melhores resultados de cada piloto ou equipe eram computados visando o título. Neste ponto esclarecemos: na tabela dos construtores figurava somente o melhor colocado dentre os carros de um time.